# Contea di Independence
La contea di Independence (in inglese Independence County), è una contea dello Stato dell'Arkansas, negli Stati Uniti. La popolazione al censimento del 2000 era di 34 233 abitanti. Il capoluogo di contea è Batesville.

## Geografia fisica
La contea si trova nella parte nord-orientale dell'Arkansas. L'U.S. Census Bureau certifica che l'estensione della contea è di 1998 km², di cui 1978 km² composti da terra e i rimanenti 20 km² composti di acqua.

### Contee confinanti
- Contea di Sharp (Arkansas) - nord
- Contea di Lawrence (Arkansas) - nord-est
- Contea di Jackson (Arkansas) - est
- Contea di White (Arkansas) - sud
- Contea di Cleburne (Arkansas) - sud-ovest
- Contea di Stone (Arkansas) - ovest
- Contea di Izard (Arkansas) - nord-ovest

## Storia
La contea di Independence fu costituita nel 1820.

## Città e paesi
| - Batesville - Cave City - Cushman | - Magness - Moorefield - Newark | - Oil Trough - Pleasant Plains - Sulphur Rock |